# Perduta (Kristina Ohlsson)
Perduta (titolo originale Änglavakter) è un romanzo giallo della scrittrice svedese Kristina Ohlsson pubblicato in Svezia nel 2011.
È il terzo libro della serie che ha per protagonista l'analista investigativa Fredrika Bergman.
La prima edizione del romanzo è stata pubblicata nell'anno 2013 da Piemme.

## Edizioni
- Kristina Ohlsson, Perduta, traduzione di Alessandro Bassini, Piemme, 2013. ISBN 978-88-566-2232-4.